# Anareolaria bolivari
Anareolaria bolivari är en kackerlacksart som beskrevs av Robert Walter Campbell Shelford 1909. Anareolaria bolivari ingår i släktet Anareolaria och familjen småkackerlackor. Inga underarter finns listade i Catalogue of Life.